# Василівщина (Сумський район)
Василівщина — колишнє село, входило до складу Степанівської селищної ради, Сумський район, Сумська область.
Згадки про село відомі з 19 сторіччя.

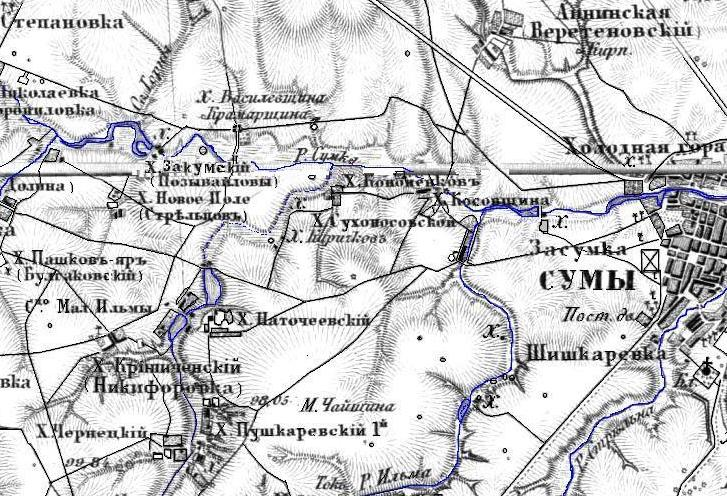
Василівщина на мапі ХІХ сторіччя.

В 1980-х роках приєднано до Степанівки.

## Географічне розташування
Василівщина знаходиться на лівому березі річки Сумка, вище по течії прилучається до селища Василівки.